# Unsafe
Unsafe is het derde album van de Belgische band Channel Zero.
Unsafe betekende Channel Zero's doorbraak naar een veel ruimer publiek. In totaal werden er 60.000 exemplaren van deze cd verkocht, waarvan 30.000 in België. Het werd geproduceerd door André Gielen in Luik en gemixt in de River Sound Studio in New York door Michael Barbierro (Metallica, Guns N' Roses, Madonna, etc.) Het was het eerste Channel Zero-album dat ook in de Verenigde Staten uitgebracht werd en verscheen in 1995 op het Belgische label PIAS (PlayItAgainSam) dat ook de eerste twee platen overnam. 
Billy Milano van S.O.D. en Richard 23 van Front 242 zingen op dit album mee. De eerste zong mee in het liedje Bad to the bone, de tweede is te horen in de liedjes Dashboard Devils, Run WTT en Man on the Edge.

## Tracklist
1. Suck My Energy - 5'25
2. Heroin - 3'22
3. Bad to the Bone - 2'28 (ft. Billy Milano)
4. Help - 3'51
5. Lonely - 2'57
6. Run W.T.T. - 3'59 (ft. Richard 23)
7. Why - 2'13
8. No More - 3'54
9. Unsafe - 3'34
10. Dashboard Devils - 3'03 (ft. Richard 23)
11. As a Boy - 4'10
12. Man on the Edge - 10'52 (ft. Richard 23)

## Meewerkende muzikanten
- Producer
  - André Gielen
- Muzikanten:
  - Franky De Smet-Van Damme (zang)
  - Olivier De Martino (basgitaar)
  - Richard 23 (zang)
  - Phil Baheux (drums)
  - Xavier Carion (gitaar)
  - Billy Milano (zang)